# TMK 200
TMK 200 – tramwaj wyprodukowany w 1966 r. w zakładach Đuro Đaković w Slavonskim Brodzie w Jugosławii. Wyprodukowano tylko jeden prototypowy egzemplarz, ale w oparciu o jego konstrukcję wytwarzano seryjnie wersję bezprzegubową TMK 201.

## Konstrukcja
TMK 200 to jednokierunkowy, sześcioosiowy, silnikowy wagon tramwajowy. Składał się z dwóch części połączonych przegubem. Wózki napędowe zamontowano pod członami, a wózek toczny pod przegubem. Wagon przystosowano do kursowania pojedynczo lub w składzie z doczepą bierną. Z przodu tramwaju był jeden reflektor.

## Dostawy
| Państwo        | Miasto         | Typ            | Lata dostaw    | Liczba | Numery taborowe |       |
| -------------- | -------------- | -------------- | -------------- | ------ | --------------- | ----- |
| Jugosławia     | Zagrzeb        | TZK-1          | 1966           | 1      | 201             | [ 1 ] |
| Łączna liczba: | Łączna liczba: | Łączna liczba: | Łączna liczba: | 1      |                 |       |

## Eksploatacja

### Zagrzeb
Prototypowy TMK 200 wprowadzono do eksploatacji w stolicy Chorwacji w grudniu 1966 r. Początkowo otrzymał numer 201 i stacjonował w zajezdni Trešnjevka. W kwietniu 1975 r. tramwaj przenumerowano na 200. Kursował do lipca 1992 r., kiedy został odstawiony. Miesiąc później skreślono go ze stanu, a w 1993 r. zezłomowano.